# Quaregna
Quaregna – miejscowość i gmina we Włoszech, w regionie Piemont, w prowincji Biella.
Według danych na styczeń 2009 gminę zamieszkiwało 1414 osób przy gęstości zaludnienia 239,7 os./1 km².
Od 1 stycznia 2019 r. Quaregna została wchłonięta przez nowo narodzoną gminę Quaregna Cerreto.